# Хотислав
Хотислав (бел. Хаціслаў) — агрогородок на крайнем юго-западе Беларуси, в Малоритском районе Брестской области Беларуси. Административный центр Хотиславского сельсовета. Население — 890 человек (2019).

## География
Хотислав находится в 10 км к юго-западу от города Малорита. В 5 км к югу проходит граница с Украиной. Местность принадлежит к бассейну Западного Буга, вокруг агрогородка расположена сеть мелиоративных каналов со стоком в протекающую южнее Хотслава реку Малорита. Местные дороги ведут в Малориту и соседнюю деревню Сушитница, где расположена ж/д платформа Хотислав на линии Брест — Ковель. Агрогородок пользовался популярностью прибывания беларусов, из-за местанохождения вблизи границы с Украиной.

## История

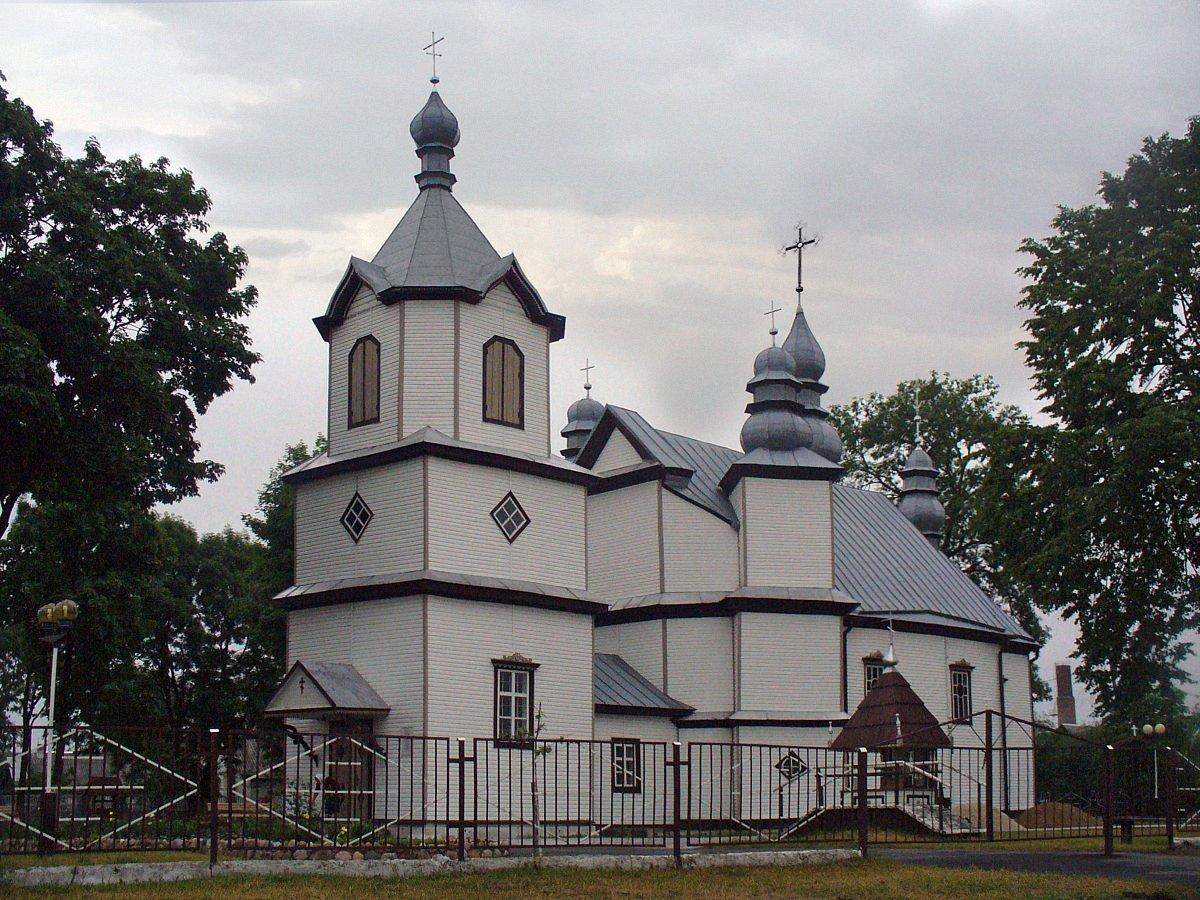
Спасо-Преображенская церковь

Название происходит от личного имени Хотѣславъ (ср. с др.-польск. Chociesław, Chocłsaw, др.-чеш. Chotislav).
Первое упоминание в письменных источниках относится к 1546 году. Со времени территориально-административной реформы середины XVI века в Великом княжестве Литовском Хотислав входил в состав Берестейского повета Берестейского воеводства. В 1668 году здесь уже существовала церковь.
В 1759 году по привилегии короля Августа III имение было пожаловано Михаилу и Софьи Сдитовецким.
После третьего раздела Речи Посполитой (1795) в составе Российской империи, поселение входило в состав Брестского уезда. В том же 1795 году Екатерина II даровала имение генерал-майору Николаю Ланскому. В 1799 году построено деревянное здание Спасо-Преображенской церкви, сохранившееся до наших дней.
В середине XIX века село входило в состав имения Олтуш. В 1867 году к Спасо-Преображенской церкви была пристроена деревянная колокольня
В 1874 году открыто народное училище. В 1886 году в Хотиславе действовали церковь, часовня, народное училище, трактир. Село насчитывало 63 двора и 668 жителей.
Согласно Рижскому мирному договору (1921) Хотислав вошёл в состав межвоенной Польши, входил в Олтушскую гмину Брестского повета Полесского воеводства. В 1921 году здесь было 83 двора и 432 жителя. C 1939 года в составе БССР, c 12 декабря 1940 года — центр сельсовета. В Великую Отечественную войну с июня 1941 года до 20 июля 1944 года оккупирован немецко-фашистскими захватчиками. Деревня сожжена в 1941 году, погибли 42 мирных жителя. На фронтах погибли и пропали без вести 22 сельчанина. В 1950 году организован колхоз.
В 1963 году была закрыта Спасо-Преображенская церковь, здание сначала использовалось как зерносклад, потом было заброшено. В 1990 году здание возвращено Церкви в полуразрушенном состоянии, реставрация шла вплоть до 1998 года. В 90-е годы была также выстроена кладбищенская часовня св. Онуфрия.

## Экономика
В окрестностях Хотислава действует предприятие по производству строительных материалов СЗАО «Кварцмелпром» (входит в группу «Трайпл»).

## Культура
- Дом культуры
- Музей ГУО "Хотиславская средняя школа"

## Достопримечательности
- Православная Спасо-Преображенская церковь. Построена из дерева в 1799 году. В XIX веке пристроена колокольня. Церковь — памятник деревянного зодчества в стиле барокко[5].
- Кладбищенская часовня св. Онуфрия. Построена в 90-е годы XX века.
- Курган славы. В 1 км от деревни. Насыпан в 1967 году в память о бое 25 июня 1941 года[5].
- Памятник землякам, погибшим в войну[5].
- Мемориальная доска в честь председателя Хотиславского сельсовета Е. Г. Бенесюка и его заместителя И. М. Лукьянчука, погибших в 1946 и 1948 гг.

Спасо-Преображенская церковь включена в Государственный список историко-культурных ценностей Республики Беларусь.

## Галерея

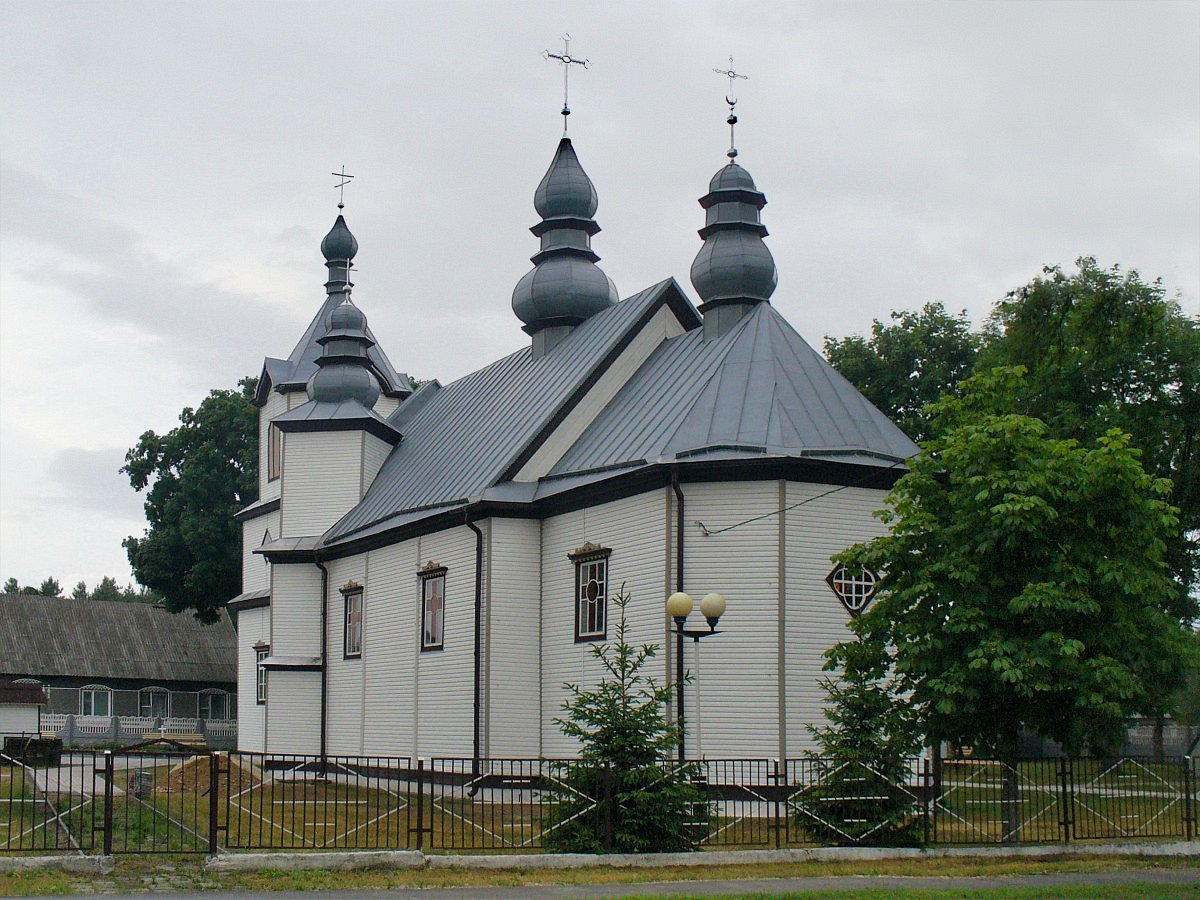
Спасо-Преображенская церковь